# Nauwalde
Nauwalde là một đô thị thuộc huyện Meißen, bang Sachsen Đức. Đô thị Nauwalde có diện tích 20,35 km², dân số thời điểm ngày 31 tháng 12 năm 2006 là 1098 người.
Các làng sau thuộc đô thị Nauwalde: Nieska, Schweinfurth và Spansberg.